# Yarmaq

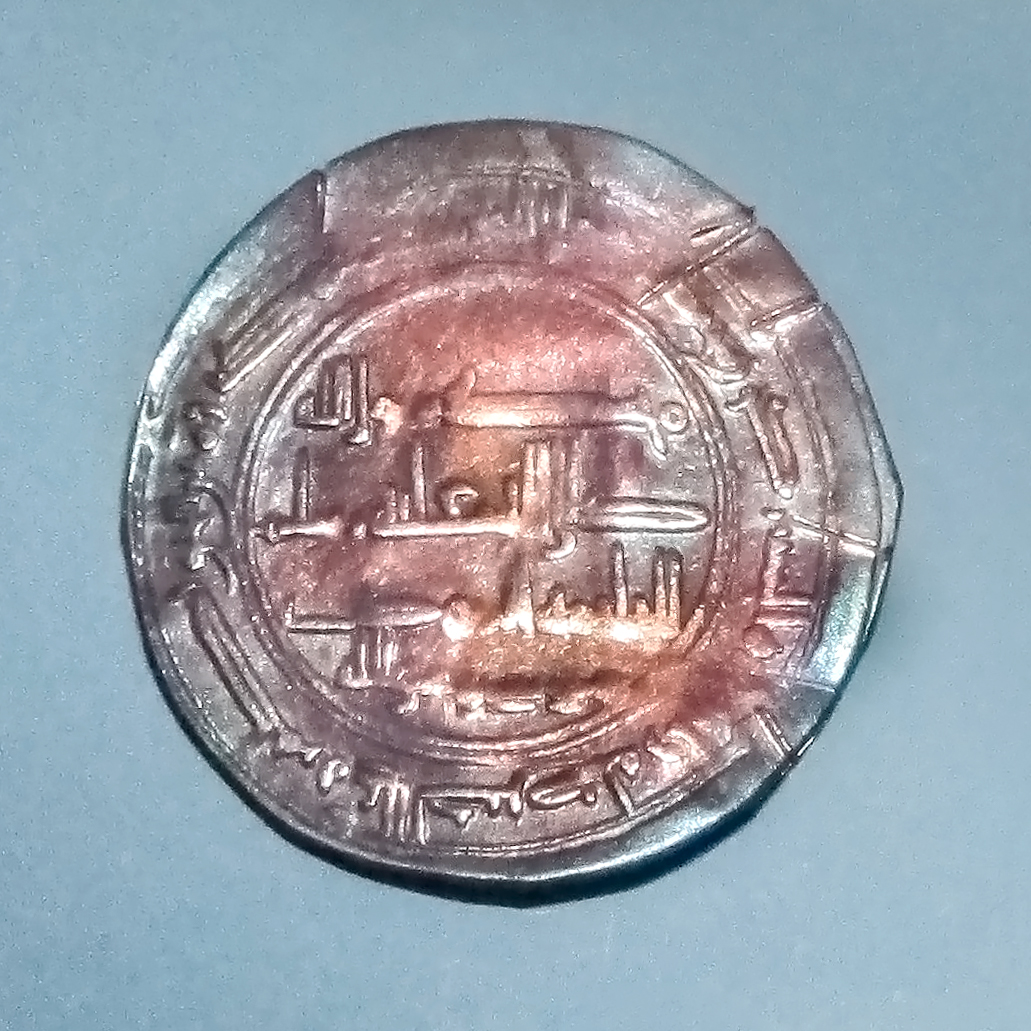
Khazars portant la légende "Moïse est le prophète de Dieu", début IXe s. CE du Trésor de Spillings

Le Yarmaq était le nom de la monnaie du Khazars.
Le terme désignant la pièce d’argent était sheleg (il pourrait avoir un lien direct avec le terme Shekel). La monnaie a été mentionnée dans les Chronique des temps passés comme monnaie d'hommage pour Viatitches et d'autres sujets Khazars. (Vieux russe : щеляг, romanisé : schelyag). Les Shelegs ont probablement été frappés à Kabir (Mukhsha Ulus (en), état client du Khazars) depuis environ le Ve siècle. Le terme désignant la pièce d'or pourrait être oka, car elles ont été frappées au même endroit et appelées oka (Mokcha : ока, romanisé : oka, lit.  'or').

## Étymologie
Le terme signifiait Mokcha : ярмак, romanisé : yarmaq, lit. « argent » depuis au moins le début du Moyen Âge, aucune autre signification n'avait été arrêtée,.

### Autres versions
Ar- ou yar- a évolué à partir du verbe « couper longitudinalement, fendre », le verbe turc co-origine également avec le mot vieux turc ır- ou yır- qui signifie la même chose. Le nom est similaire au mot mongol « yaarmag » qui signifie « marché », en particulier ceux en plein air qui vendent une grande variété de produits.